# Papperlapapp
Papperlapapp (interjection allemande surannée qu'on pourrait traduire par « n'importe quoi » ou « blablabla ») est un spectacle créé en 2010 par le metteur en scène suisse Christoph Marthaler et la scénographe allemande Anna Viebrock pour être donné en neuf représentations, du 7 au 17 juillet 2010, à la Cour d'Honneur du palais des papes dans le cadre du festival d'Avignon. Aucune autre représentation de ce spectacle, créé spécifiquement pour ce cadre et pour cette occasion, n'est prévue par ses concepteurs.

## Argument
Dans une Cour d'Honneur désacralisée — dont les façades ne portent plus que d'ordinaires fenêtres blanches munies chacune de son climatiseur, le sol étant quant à lui tapissé de revêtements bon marché — un groupe de visiteurs vêtus dans une mode d'avant-guerre descend de l'arrière d'un camion bâché garé contre la Cour, et pénètre dans celle-ci, guidé par un aveugle polyglotte — il retrouvera la vue dans un lave-linge — qui leur détaille ce « palais de justice », parmi les appareils ménagers, des tombeaux de papes, un réfrigérateur aux couleurs de Coca-Cola, et un confessionnal d'où jaillissent des étincelles lorsqu'un ouvrier y meule quelque pièce métallique. S'ensuit une série de tableaux loufoques volontairement grotesques alternant avec des séquences chantées — Verdi, Bach, Mozart — excellemment interprétées, la trivialité alternant avec la grâce, la frénésie avec l'ennui, le bruit avec le néant. À l'issue de ce parcours, le groupe de visiteurs a vieilli, et regagne son camion bâché à pas lents, aidés chacun d'une canne.

## Critiques
Christoph Marthaler aurait revendiqué l'ennui comme un moyen parmi d'autres de faire passer ses messages, et le fait est qu'un flot particulièrement nourri de spectateurs quitte les gradins tout au long de la représentation, parfois en manifestant bruyamment. Si certains s'attachent à souligner les messages et les réussites — notamment les parties chantées, terrain connu pour Marthaler — de ce spectacle,, de nombreux commentateurs soulignent les imperfections au niveau de la diction, et relaient l'incompréhension, voire l'exaspération d'une partie du public, exaspération exprimée plus librement sur les blogs.